# Bingoal WB/Saison 2021
Dieser Artikel listet Erfolge und Fahrer des Radsportteams Bingoal WB in der Saison 2021 auf.

## Siege
| Siege    | Siege                         | Siege      | Siege  | Siege          | Siege |
| Datum    | Rennen                        | Staat      | Klasse | Sieger         |       |
| -------- | ----------------------------- | ---------- | ------ | -------------- | ----- |
| 4. Feb.  | Étoile de Bessèges, 2. Etappe | Frankreich | 2.1    | Timothy Dupont |       |
| 17. Mär. | Nokere Koerse                 | Belgien    | 1.Pro  | Ludovic Robeet |       |
| 30. Sep. | Kroatien-Rundfahrt, 3. Etappe | Kroatien   | 2.1    | Milan Menten   |       |

## Fahrer
| Teamkader 2021                             | Teamkader 2021     | Teamkader 2021 | Teamkader 2021                        |
| Name                                       | Geburtsdatum       | Land           | Vorheriges Team                       |
| ------------------------------------------ | ------------------ | -------------- | ------------------------------------- |
| Stanisław Aniołkowski                      | 20. Januar 1997    | Polen          | CCC Development (2020)                |
| Jonas Castrique                            | 13. Januar 1997    | Belgien        | Wallonie-Bruxelles Development (2019) |
| Sean De Bie                                | 3. Oktober 1991    | Belgien        | Roompot-Charles (2019)                |
| Timothy Dupont                             | 1. November 1987   | Belgien        | Circus-Wanty Gobert (2020)            |
| Laurens Huys                               | 24. September 1998 | Belgien        | Lotto-Soudal U23 (2019)               |
| Arjen Livyns                               | 1. September 1994  | Belgien        | Roompot-Charles (2019)                |
| Milan Menten                               | 31. Oktober 1996   | Belgien        | Sport Vlaanderen-Baloise (2020)       |
| Rémy Mertz                                 | 17. Juli 1995      | Belgien        | Lotto-Soudal (2020)                   |
| Kenny Molly                                | 24. Dezember 1996  | Belgien        | AGO-Aqua Service (2018)               |
| Mathijs Paasschens                         | 18. März 1996      | Niederlande    | Home Solution-Anmapa-Soenens (2018)   |
| Tom Paquot                                 | 22. September 1999 | Belgien        | Wallonie-Bruxelles Development (2020) |
| Dimitri Peyskens                           | 26. November 1991  | Belgien        | Veranclassic-Ago (2016)               |
| Laurenz Rex                                | 15. Dezember 1999  | Belgien        | Wallonie-Bruxelles Development (2020) |
| Ludovic Robeet                             | 22. Mai 1994       | Belgien        | Color Code-Arden'Beef (2016)          |
| Joel Suter                                 | 25. Oktober 1998   | Schweiz        | Akros-Thömus (2019)                   |
| Boris Vallée                               | 3. Juni 1993       | Belgien        | Wanty-Gobert (2019)                   |
| Jelle Vanendert                            | 19. Februar 1985   | Belgien        | Lotto-Soudal (2019)                   |
| Quentin Venner                             | 15. Juni 1998      | Belgien        | Wallonie-Bruxelles Development (2020) |
| Luc Wirtgen                                | 7. Juli 1998       | Luxemburg      | Wallonie-Bruxelles Development (2019) |
| Tom Wirtgen                                | 4. März 1996       | Luxemburg      | AGO-Aqua Service (2018)               |
| Ceriel Desal (1. Aug.–31. Dez., Stagiaire) | 20. Oktober 1999   | Belgien        | EFC-L&R-Vulsteke (2021)               |
|                                            |                    |                |                                       |
| Quelle: ProCyclingStats                    |                    |                |                                       |